# Rothschildia benjamini
Rothschildia benjamini är en fjärilsart som beskrevs av Hoffmann 1942. Rothschildia benjamini ingår i släktet Rothschildia och familjen påfågelsspinnare. Inga underarter finns listade.